# Grèzes (Dordogne)
Pour les articles homonymes, voir Grèzes.
Grèzes est une ancienne commune française située dans le département de la Dordogne, en région Nouvelle-Aquitaine.
Au 1er janvier 2017, elle fusionne avec Chavagnac pour former une commune nouvelle appelée Les Coteaux Périgourdins.

## Géographie

### Généralités

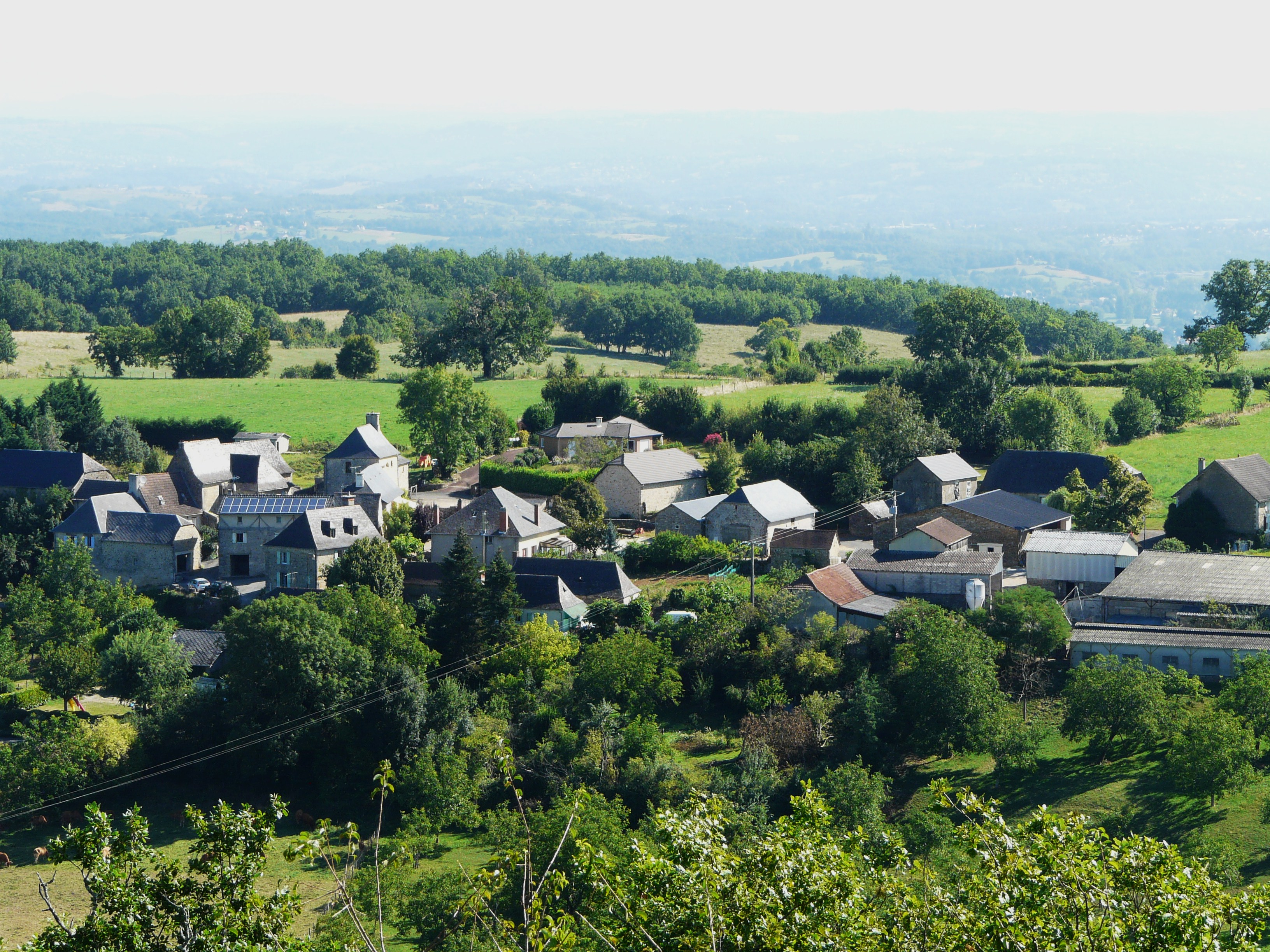
Le village de Jaf, sur la commune de Grèzes.

La commune déléguée de Grèzes fait partie de la commune nouvelle Les Coteaux Périgourdins. Elle se situe dans le Périgord noir.

### Communes limitrophes

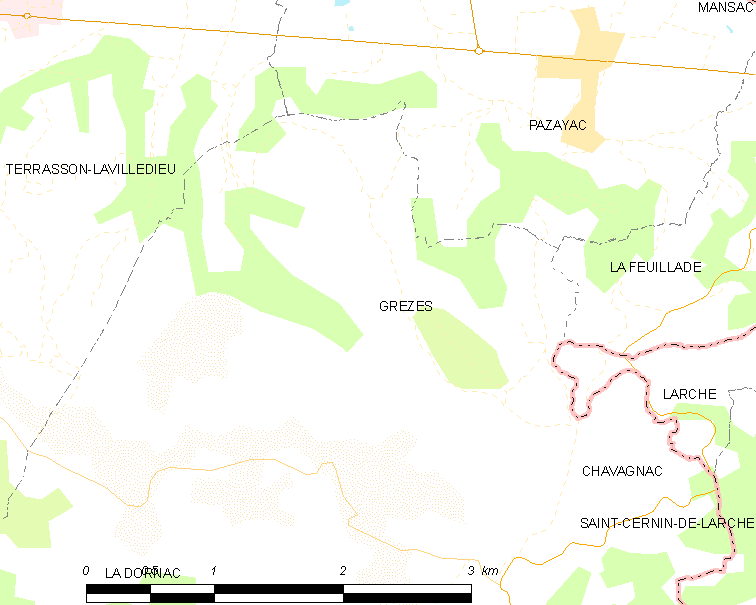
Carte de Grèzes et des communes avoisinantes en 2016.

En 2016, année précédant la création de la commune nouvelle Les Coteaux Périgourdins, Grèzes était limitrophe de cinq autres communes, dont une dans le département de la Corrèze.
| Terrasson-Lavilledieu | Pazayac   | La Feuillade     |
|                       | Grèzes    | Larche (Corrèze) |
|                       | Chavagnac |                  |

## Urbanisme

### Villages, hameaux et lieux-dits
Outre le bourg de Grèzes proprement dit, le territoire se compose de quelques villages ou hameaux, ainsi que de lieux-dits :
- le Cayre
- Chambas
- la Combe Haute
- Jaf
- les Jardes
- Laval
- Linoir
- le Moulin Haut
- Mourgnac
- la Nadaillac
- Pinsac
- la Planche
- Ramisse
- le Raysse
- Tras le Roc.

## Toponymie
Le nom du lieu est tiré de l'occitan (nommé provençal dans le texte de Dauzat, selon les usages de l'époque) grés signifiant « terrain rocailleux ». Grèzes est la variante au pluriel de gresa qui en occitan représente une friche, ou encore une « terre sèche et caillouteuse ».

## Histoire
La première mention écrite connue du lieu se réfère à une première église, antérieure à l'édifice actuel, identifiée au Xe siècle sous le nom de Sanctus Petrus de Gresas. Le nom de Grezas est ensuite mentionné dans un pouillé au XIIIe siècle.
Au 1er janvier 2017, Grèzes fusionne avec Chavagnac pour former la commune nouvelle des Coteaux Périgourdins dont la création a été entérinée par l'arrêté du 29 juin 2016, entraînant la transformation des deux anciennes communes en « communes déléguées »,.

## Politique et administration

### Administration municipale
La population de la commune étant comprise entre 100 et 499 habitants au recensement de 2011, onze conseillers municipaux ont été élus en 2014,. Ceux-ci sont membres d'office du  conseil municipal de la commune nouvelle des Coteaux Périgourdins, jusqu'au renouvellement des conseils municipaux français de 2020.

### Liste des maires

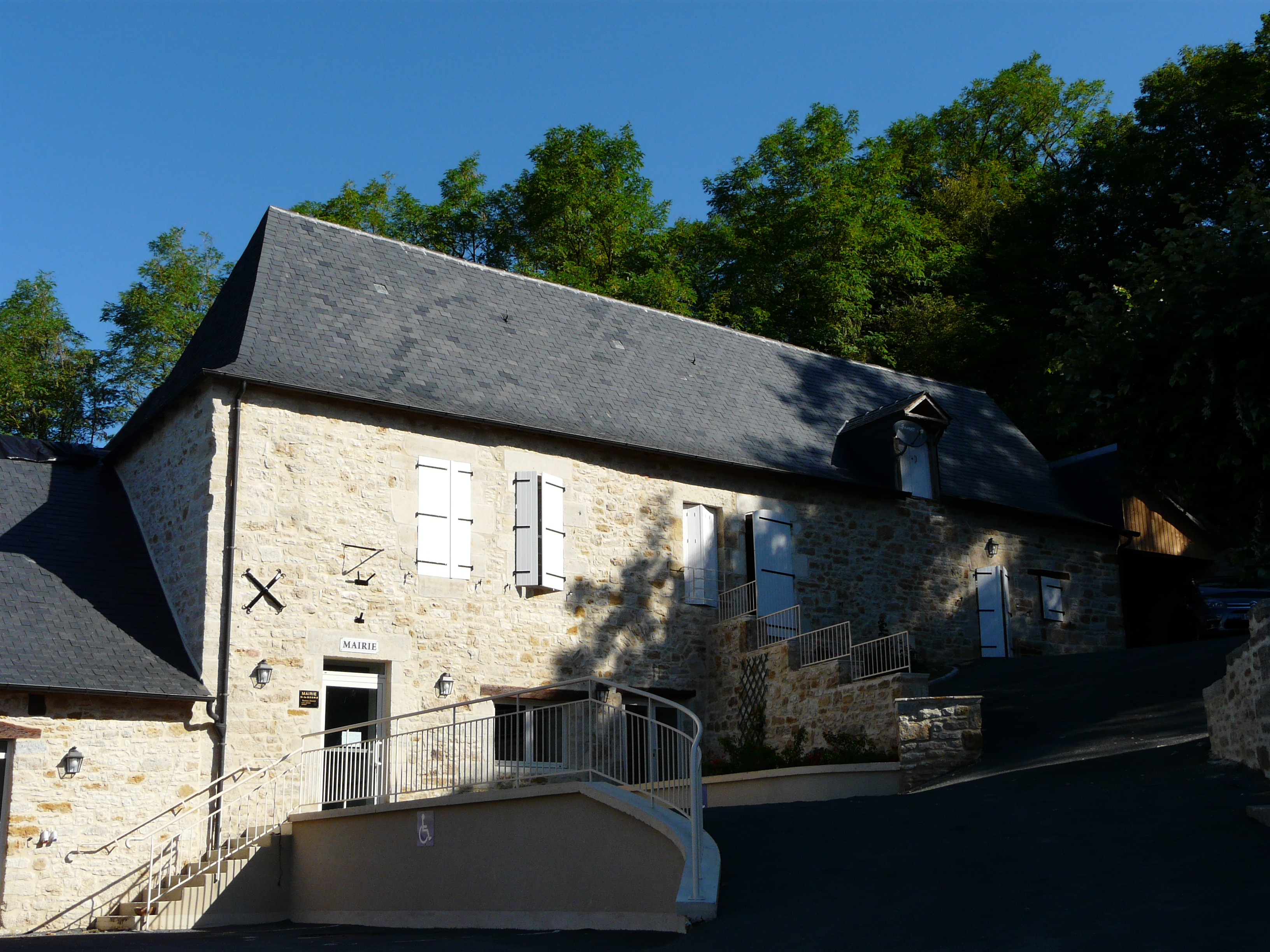
La mairie en 2013.

| Période                                  | Période       | Identité            | Étiquette | Qualité     |
| ---------------------------------------- | ------------- | ------------------- | --------- | ----------- |
| Les données manquantes sont à compléter. |               |                     |           |             |
|                                          |               |                     |           |             |
| 1993                                     | mars 2008     | Daniel Chavagnat    |           |             |
| mars 2008                                | décembre 2016 | Jean-Marie Chanquoi | DVD       | Agriculteur |

## Population et société

### Démographie
En 2016, dernière année en tant que commune indépendante, Grèzes comptait 205 habitants. À partir du XXIe siècle, les recensements des communes de moins de 10 000 habitants ont lieu tous les cinq ans (2007, 2012 pour Grèzes). Depuis 2006, les autres dates correspondent à des estimations légales.
Au 1er janvier 2022, la commune déléguée de Grèzes compte 191 habitants.
| 1793 | 1800 | 1806 | 1821 | 1831 | 1836 | 1841 | 1846 | 1851 |
| ---- | ---- | ---- | ---- | ---- | ---- | ---- | ---- | ---- |
| 324  | 402  | 360  | 438  | 413  | 379  | 359  | 352  | 347  |

| 1856 | 1861 | 1866 | 1872 | 1876 | 1881 | 1886 | 1891 | 1896 |
| ---- | ---- | ---- | ---- | ---- | ---- | ---- | ---- | ---- |
| 342  | 371  | 374  | 347  | 332  | 320  | 299  | 310  | 276  |

| 1901 | 1906 | 1911 | 1921 | 1926 | 1931 | 1936 | 1946 | 1954 |
| ---- | ---- | ---- | ---- | ---- | ---- | ---- | ---- | ---- |
| 264  | 256  | 252  | 208  | 197  | 191  | 189  | 192  | 174  |

| 1962 | 1968 | 1975 | 1982 | 1990 | 1999 | 2007 | 2012 | 2016 |
| ---- | ---- | ---- | ---- | ---- | ---- | ---- | ---- | ---- |
| 164  | 149  | 131  | 164  | 163  | 159  | 173  | 199  | 205  |

### Sports
- En 2018, en cyclisme, Grèzes est lieu d'arrivée après 176,7 km de course, de la 2e étape du Tour du Limousin-Nouvelle-Aquitaine, qui débute à la base départementale de Rouffiac. L'étape est remportée par l'Italien Luca Wackermann.

## Économie
Les données économiques de Grèzes sont incluses dans celles de la commune nouvelle des Coteaux Périgourdins.

## Culture locale et patrimoine

### Lieux et monuments
- Église Saint-Pierre-ès-Liens[15].

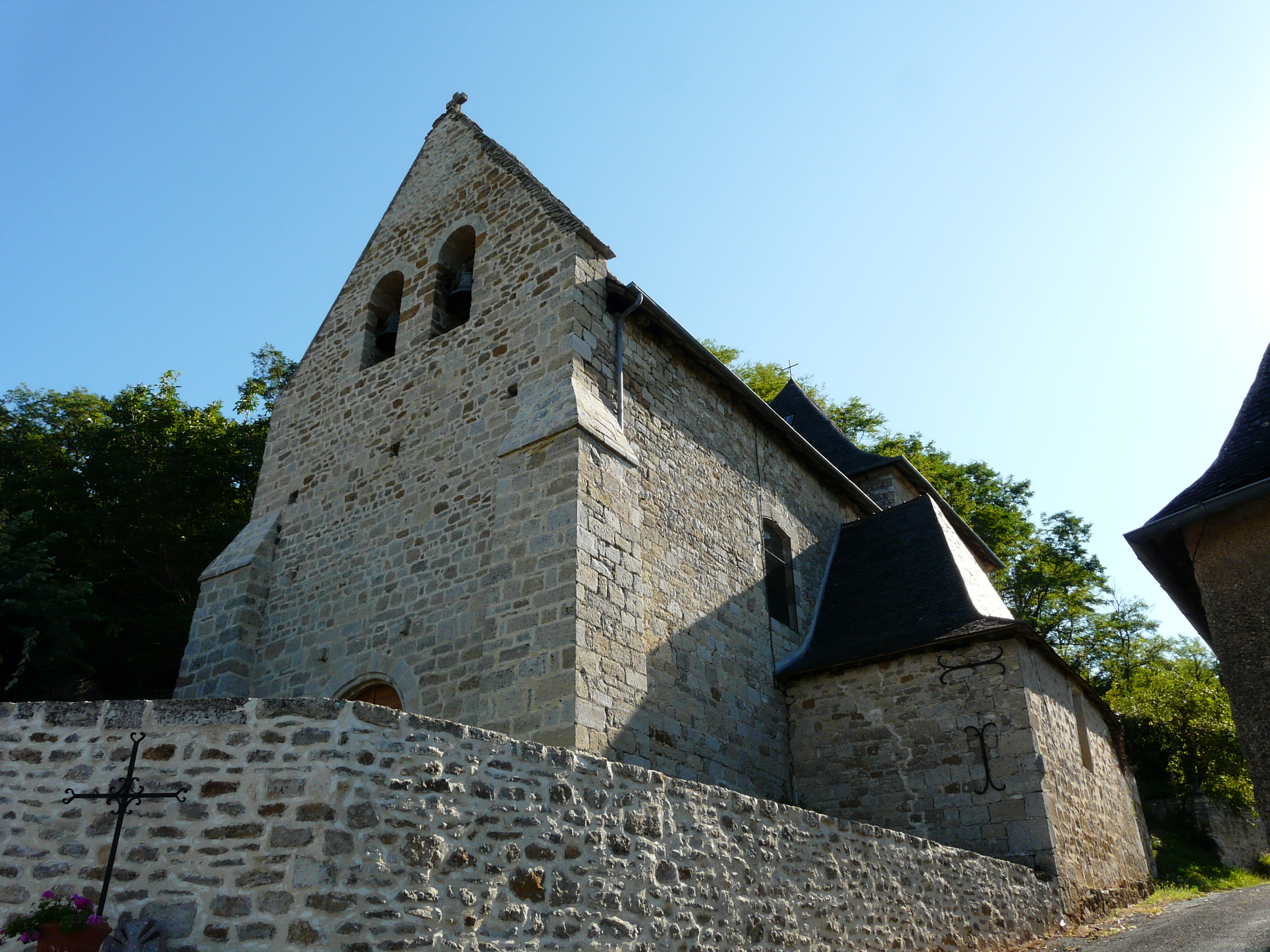
L'église.
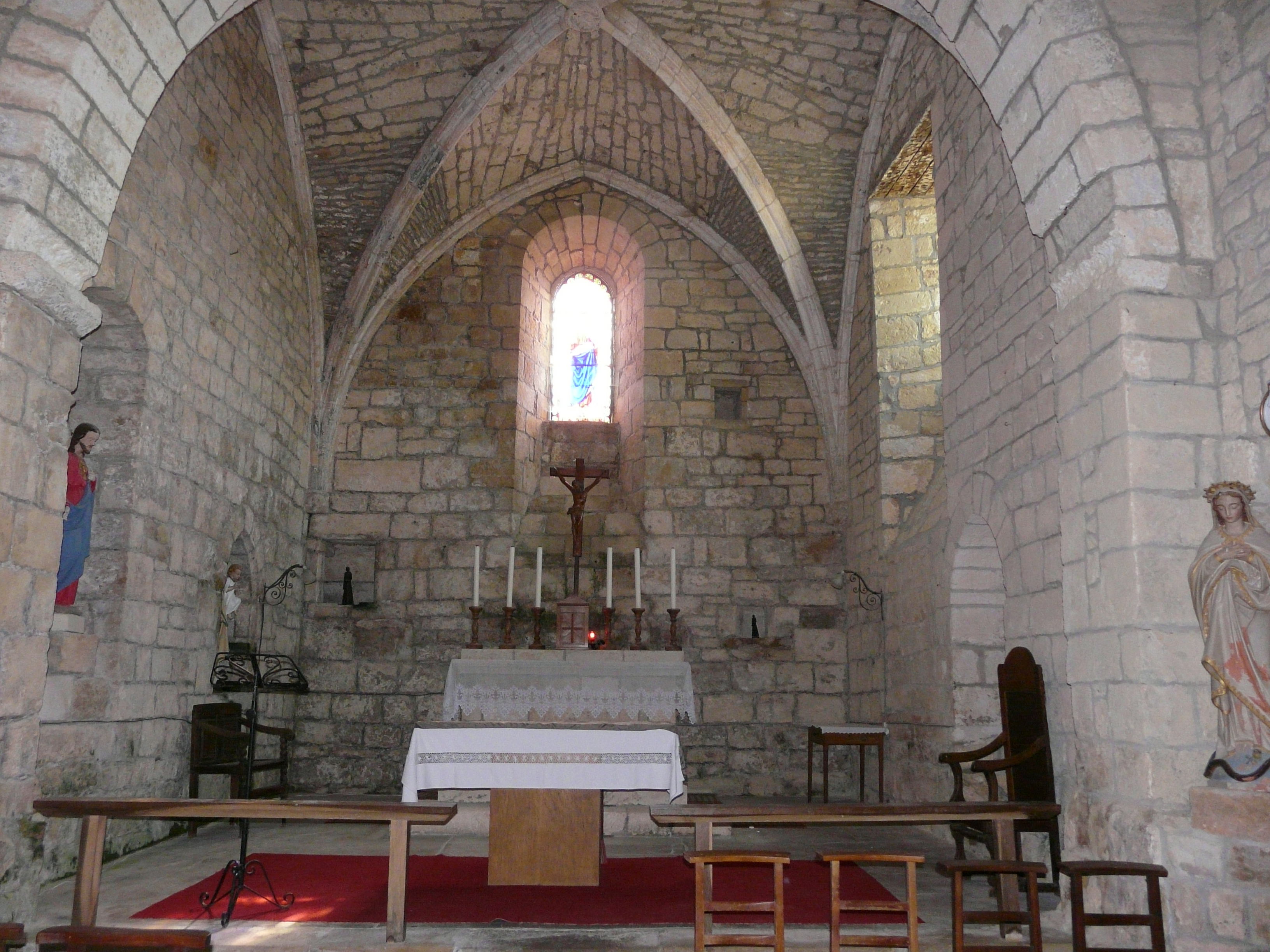
Son chœur.
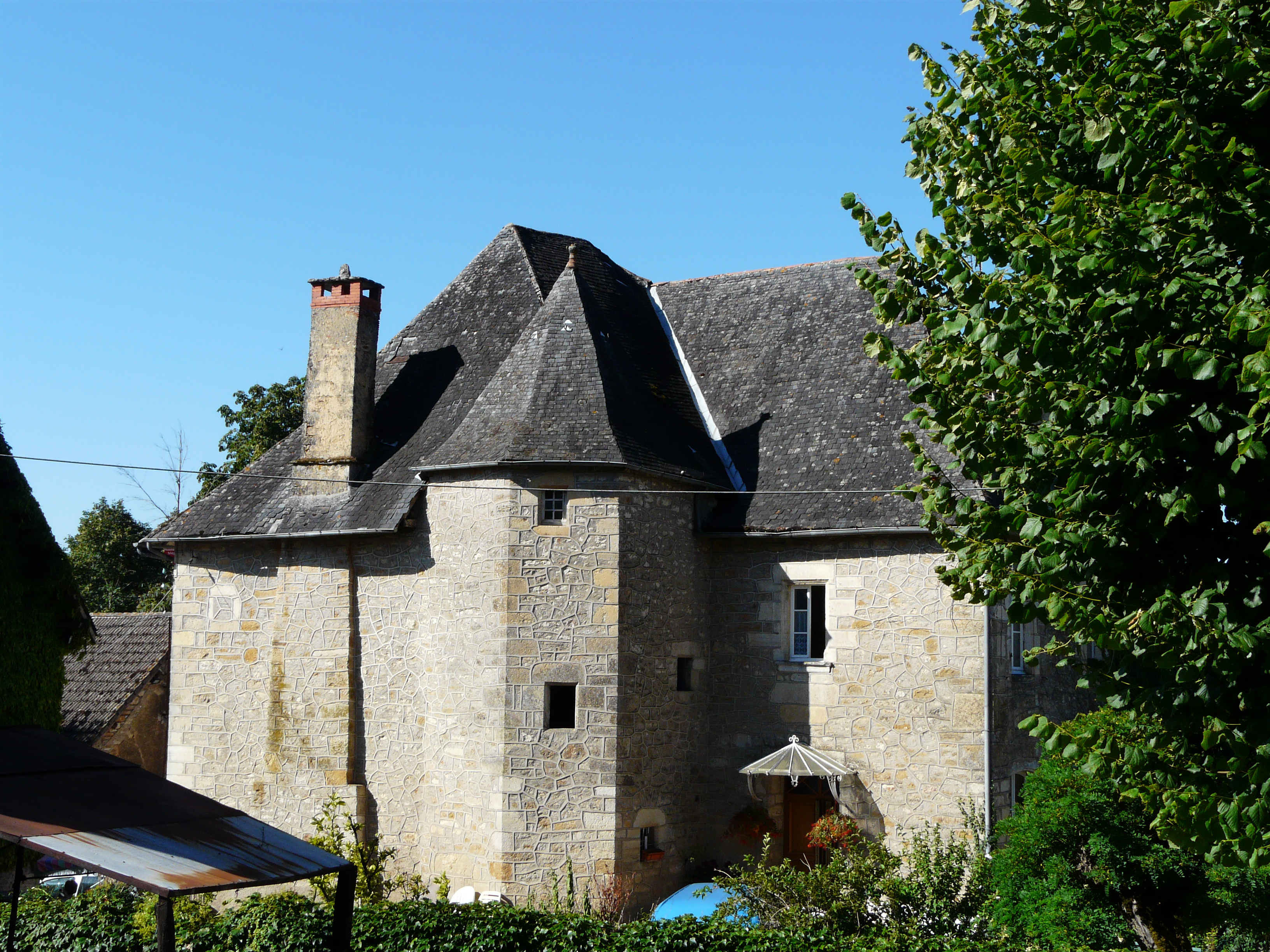
Manoir dans le bourg.
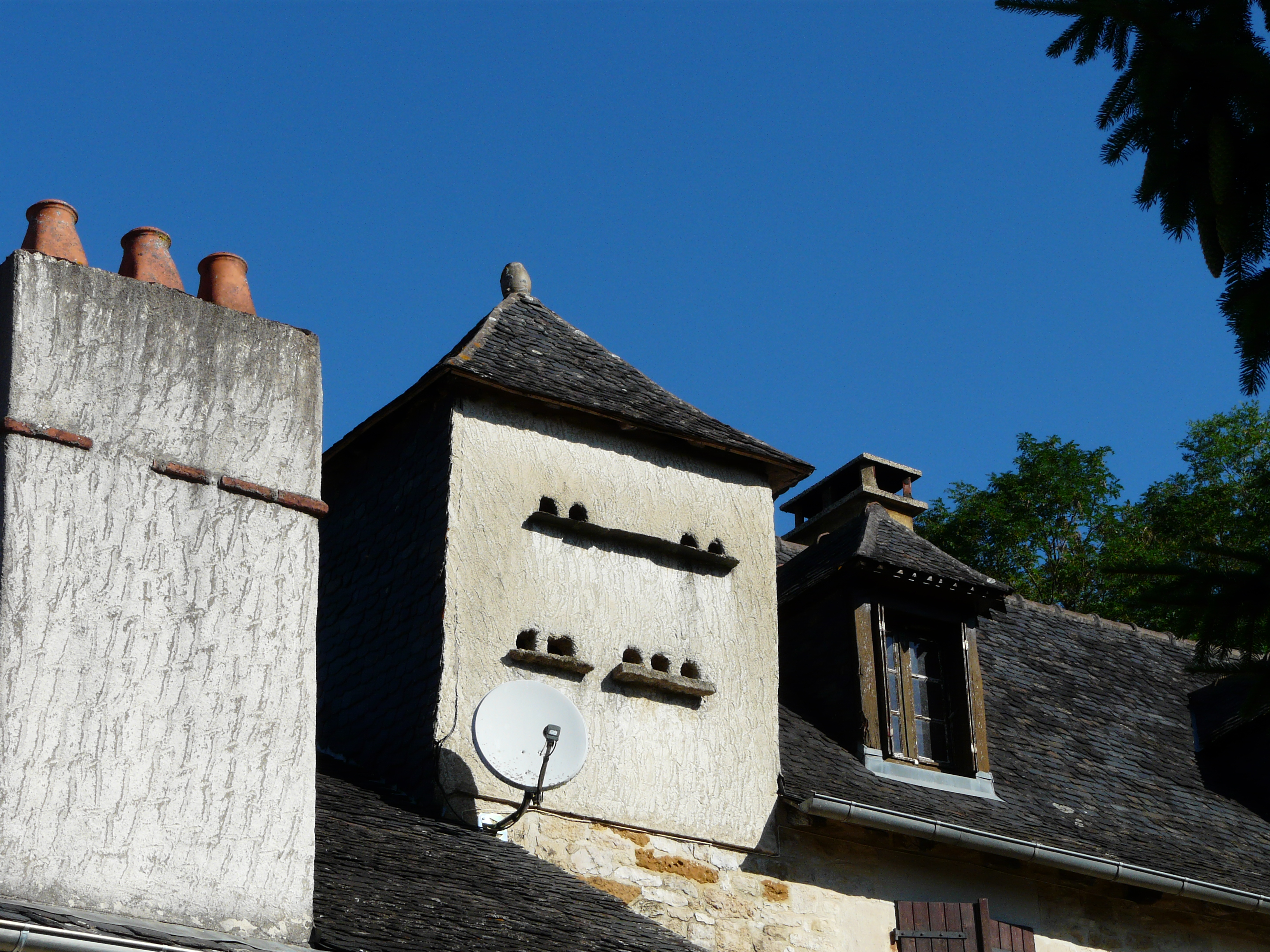
Pigeonnier dans le bourg.
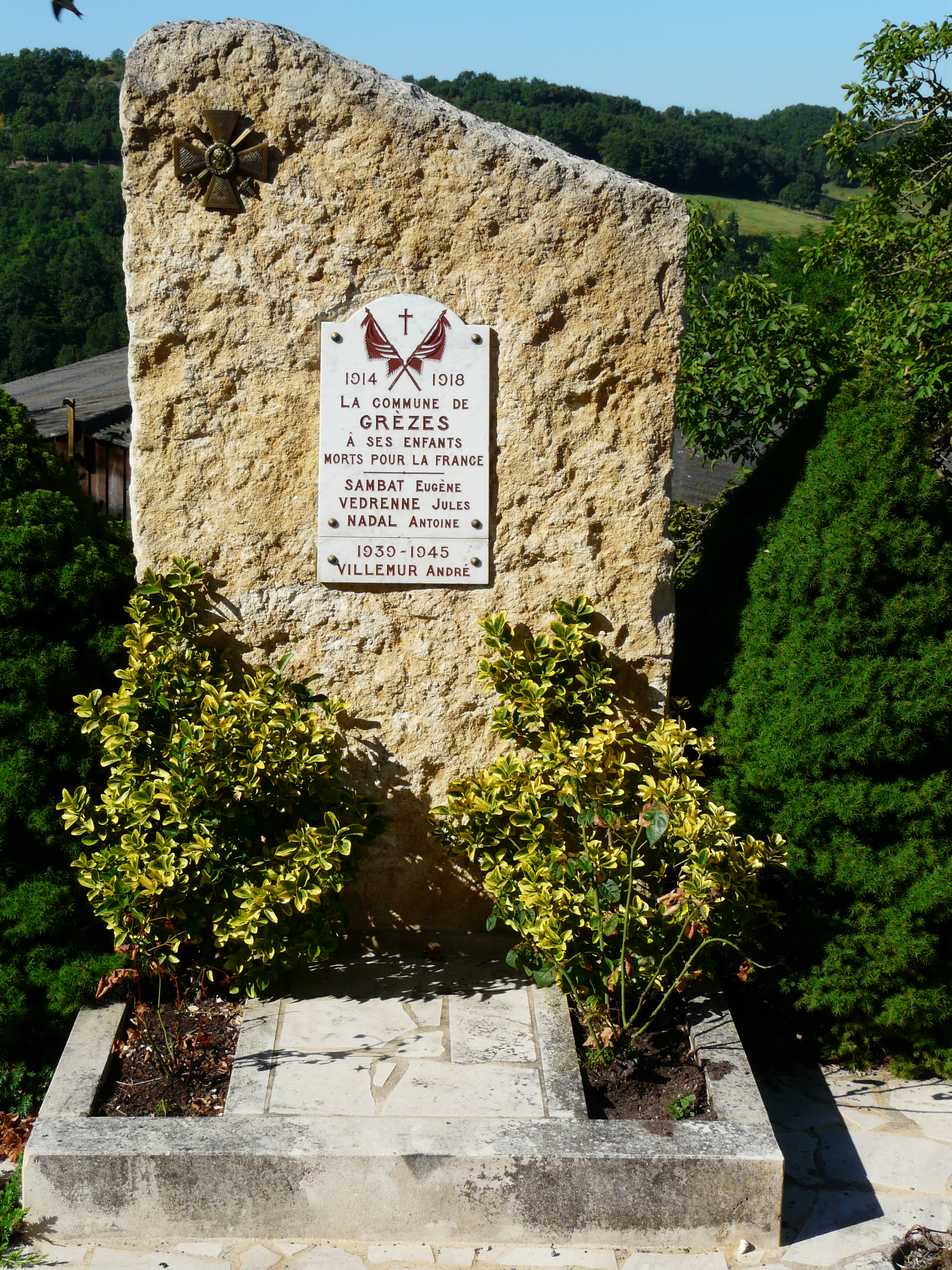
Le monument aux morts.
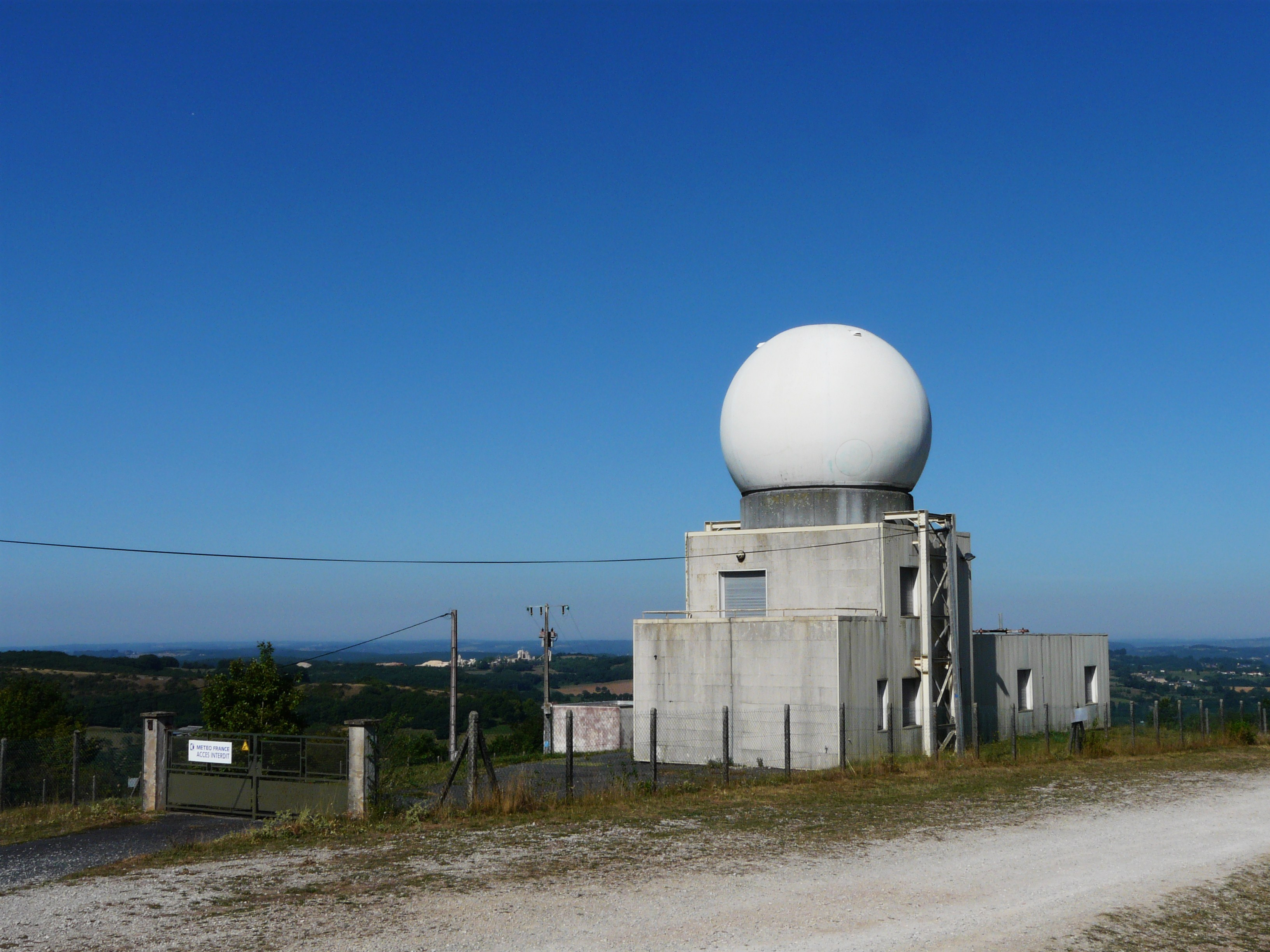
Radar du réseau ARAMIS de la station météorologique de Grèzes.